# Stazione di Gerbini
La stazione di Gerbini è una stazione ferroviaria intermedia della  linea ferroviaria Palermo-Catania.

## Storia
La stazione di Gerbini venne costruita nell'ambito della costruzione della strada ferrata che connette Palermo, Agrigento e le stazioni interne della Sicilia con Catania e Messina e soprattutto con il porto di Catania allora indispensabile per le zone  zolfifere dell'area centro-orientale dell'Isola.
La stazione venne costruita nell'area della Piana di Catania in prossimità della Strada statale 192 in comune di Paternò, molto distante da ogni centro abitato ma vicina all'aeroporto militare italiano di Gerbini attivo fino alla seconda guerra mondiale; venne inaugurata nel 1870 in concomitanza con l'apertura all'esercizio della tratta.
La stazione ha avuto in passato un ruolo di una certa importanza ai fini della circolazione ferroviaria fino a quando la linea era esercita a Dirigenza unica in quanto stazione presenziata da Dirigente Movimento. Dalla metà degli anni ottanta con l'attivazione del sistema a Dirigente Centrale Operativo e l'installazione del Blocco automatico a conta-assi reversibile è divenuta impresenziata ed esercita in telecomando dal DCO.

## Caratteristiche
L'edificio di stazione non grande e di classica forma è posto a nord della linea ferrata; si compone di un corpo centrale con edificio servizi laterale e piccolo giardinetto adiacente. Non ha mai svolto un consistente traffico viaggiatori e merci.
Il fascio binari comprende un primo binario di arrivo e partenza e uno di incrocio e di precedenza per servizio viaggiatori e un binario passante merci.